# Anna Kirillovna Razumovskaja
Anna Kirillovna Razumovskaja, coniugata Anna Kirillovna Vasil'čikova (in russo Анна Кирилловна Васильчикова?) (1º dicembre 1754 – Kaluga, 20 giugno 1826), è stata una nobildonna russa.

## Biografia
Quarta figlia del conte Kirill Grigor'evič Razumovskij e di sua moglie, la damigella d'onore Ekaterina Ivanovna Razumovskaja. Venne chiamata, in onore della sorella di suo padre, Anna Zakrevskaja.
Nel 1772 divenne a propria volta damigella d'onore dell'imperatrice Caterina II, al posto della sorella Natal'ja.

## Matrimonio
Nel 1773 sposò il ciambellano Vasilij Semënovič Vasil'čikov, fratello di Aleksandr Semënovič Vasil'čikov, favorito dell'imperatrice. Ebbero cinque figli:
- Ekaterina Vasil'evna (1773/1774-16 ottobre 1816), sposò Nikolaj Grigor'evič Vjazemskij;
- Aleksej Vasil'evič (9 settembre 1776-18 aprile 1854), sposò Aleksandra Ivanovna Archarova, ebbero un figlio, Aleksandr;
- Aleksandr Vasil'evič (4 maggio 1777-31 maggio 1842), sposò Glafira Petrovna;
- Marija Vasil'evna (10 settembre 1779-12 gennaio 1844), sposò Viktor Pavlovič Kočubej;
- Kirill Vasil'evič (1780-1º agosto 1827).

Nel 1778 Vasilij e Anna si trasferirono a Mosca, dove ebbe la opportunità di dedicarsi alle funzioni religiose e alla vita pia: spesso si recava in pellegrinaggio nei luoghi santi russi.
Nel 1797, Anna Kirillovna donò tutti i suoi beni al marito e divenne una suora con il nome di Agnes.

## Morte
Morì il 20 giugno 1826 e fu sepolta accanto al marito.